# Октябрська сільська рада (Благовіщенський район)
Октя́брська сільська рада (рос. Октябрьский сельский совет) — муніципальне утворення у складі Благовіщенського району Башкортостану, Росія. Адміністративний центр — село Осиповка.

## Населення
Населення — 609 осіб (2019, 764 в 2010, 982 2002).

## Склад
До складу поселення входять такі населені пункти:
| Населений пункт          | Населення, осіб (2002) | Населення, осіб (2010) |
| ------------------------ | ---------------------- | ---------------------- |
| Великий Лог, присілок    | 22                     | 10                     |
| Єжовка, село             | 104                    | 84                     |
| Карагайкуль, присілок    | 130                    | 111                    |
| Кургаштамак, присілок    | 13                     | 8                      |
| Мухаметдіново, присілок  | 90                     | 19                     |
| Осиповка, село           | 425                    | 364                    |
| Седяш, присілок          | 53                     | 18                     |
| Усабаш, присілок         | 116                    | 93                     |
| Уса-Степановка, присілок | 29                     | 57                     |